# Tarnowskie Góry
Tarnowskie Góry (deutsch: Tarnowitz, tschechisch Tarnovice) ist eine oberschlesische Stadt in der polnischen Woiwodschaft Schlesien.

## Geographische Lage
Die Stadt liegt in  Oberschlesien, etwa 25 Kilometer nördlich von Kattowitz und rund 170 Kilometer südöstlich von Breslau.

### Stadtgliederung
- Bobrowniki Śląskie-Piekary Rudne (Bobrownik-Rudy Piekar)
- Lasowice (Lassowitz)
- Opatowice (Opattowitz)
- Osada Jana (Galgenberg)
- Pniowiec (Pniowitz)
- Repty Śląskie (Repten)
- Rybna (Rybna)
- Sowice (Sowitz)
- Stare Tarnowice (Alt Tarnowitz)[3]
- Strzybnica (Friedrichshütte)
- Śródmieście-Centrum (Stadtmitte-Zentrum, mit dem historischen Stadtkern von Tarnowitz)

## Geschichte
Die Stadt geht auf die Entdeckung von Silbervorkommen in der Gegend und deren Ausbeutung zurück. 1526 erhielt Tarnowitz vom Oppelner Herzog Johann II. und Georg von Brandenburg-Ansbach Bergfreiheit. Aus demselben Jahr stammt das Bergrecht (eine besondere Form des Stadtrechts). Am 25. Juli 1562 verlieh Georg Friedrich I. von Brandenburg-Ansbach-Kulmbach der Stadt das bis heute gebräuchliche Wappen.
1873 wurde aus dem Kreis Beuthen der Kreis Tarnowitz ausgegliedert, dessen Kreisstadt Tarnowitz wurde. Am Anfang des 20. Jahrhunderts hatte Tarnowitz eine evangelische Kirche, zwei katholische Kirchen, eine Synagoge, ein Realgymnasium, eine Bergschule, eine landwirtschaftliche Winterschule, eine Präparandenanstalt  und ein Amtsgericht.
Auch wenn nach dem Ersten Weltkrieg bei der Volksabstimmung in Oberschlesien im März 1921 in Tarnowitz 7.451 (85,2 Prozent) der gültigen Stimmen für den Verbleib bei Deutschland abgegeben wurden, musste die Stadt 1922 an Polen abgetreten werden  und wurde Kreisstadt des Powiat Tarnogórski (Tarnowitzer Kreis) in der Woiwodschaft Schlesien (1920–1939).

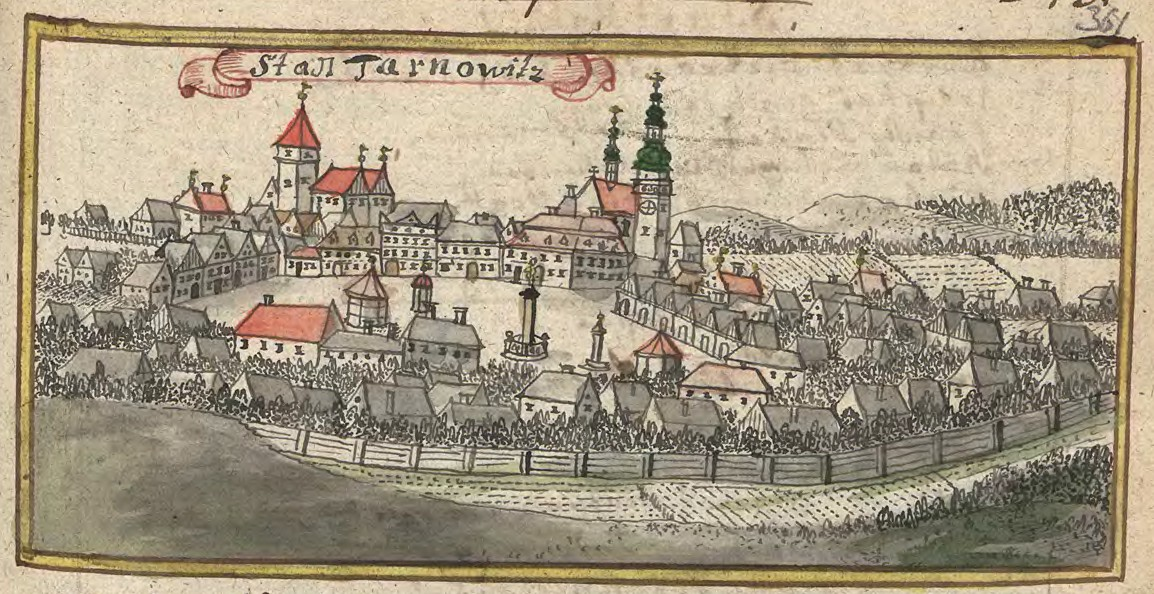
Tarnowitz (18. Jh.)
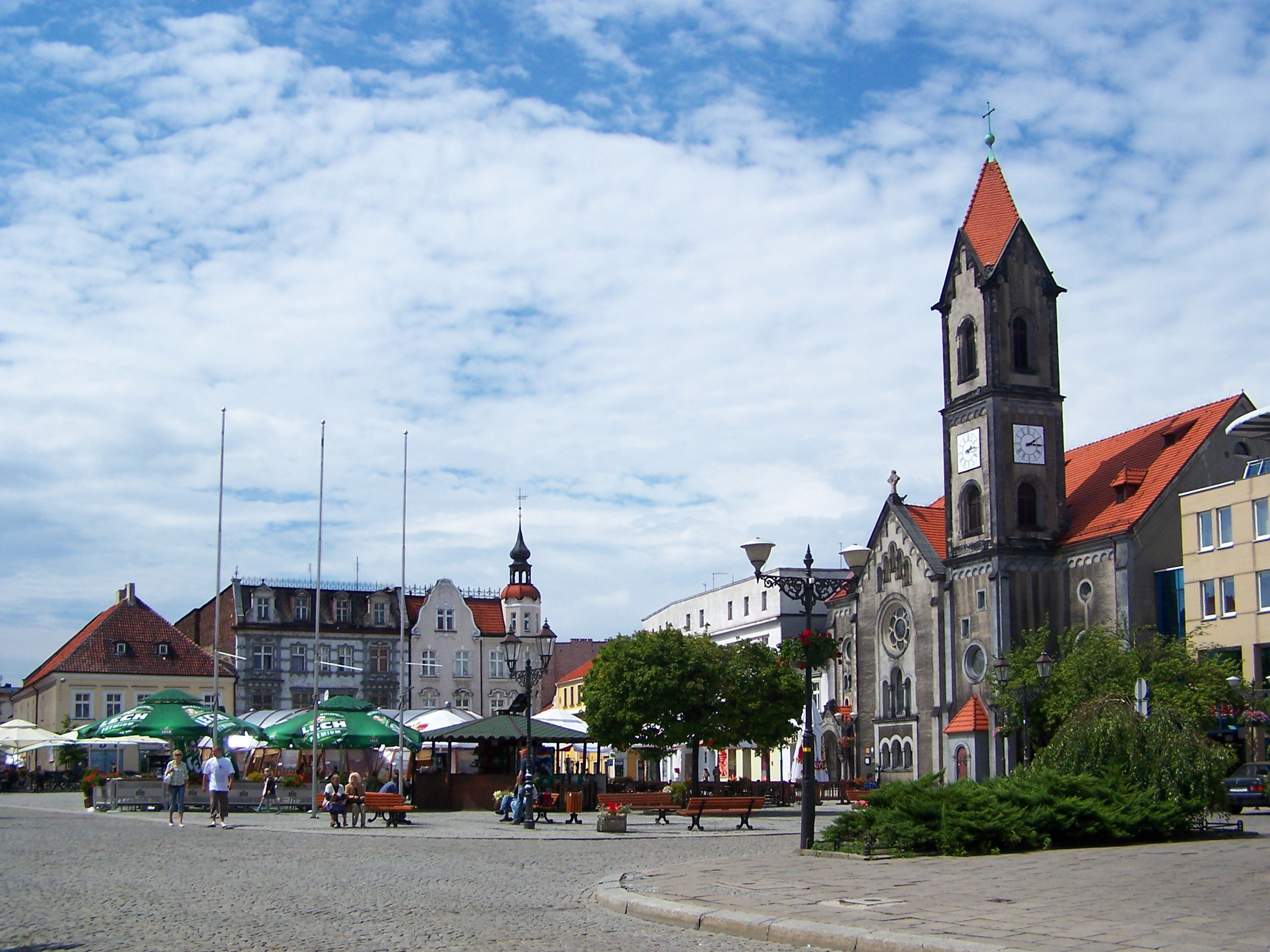
Tarnowitzer Ring mit ev. Kirche
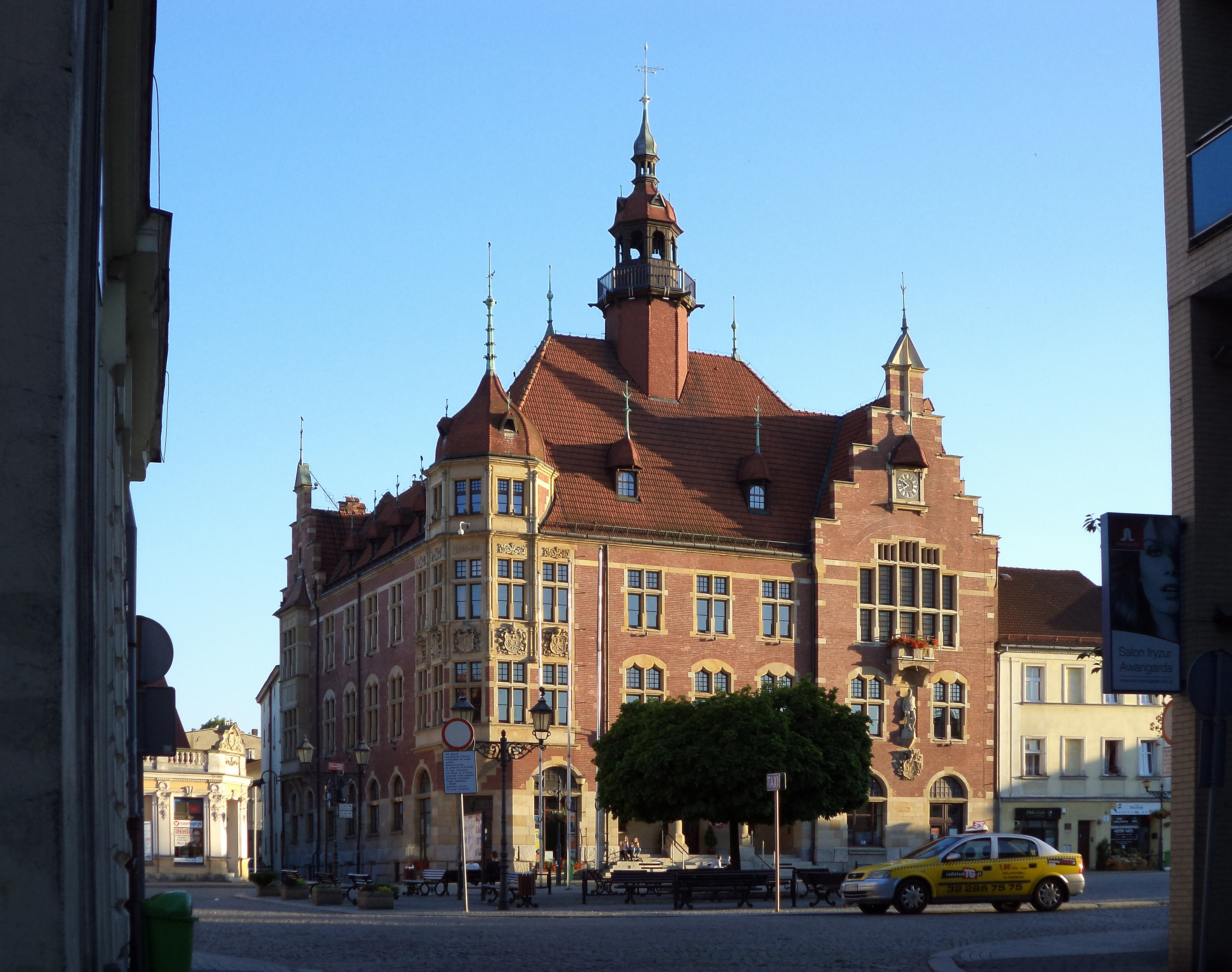
Rathaus
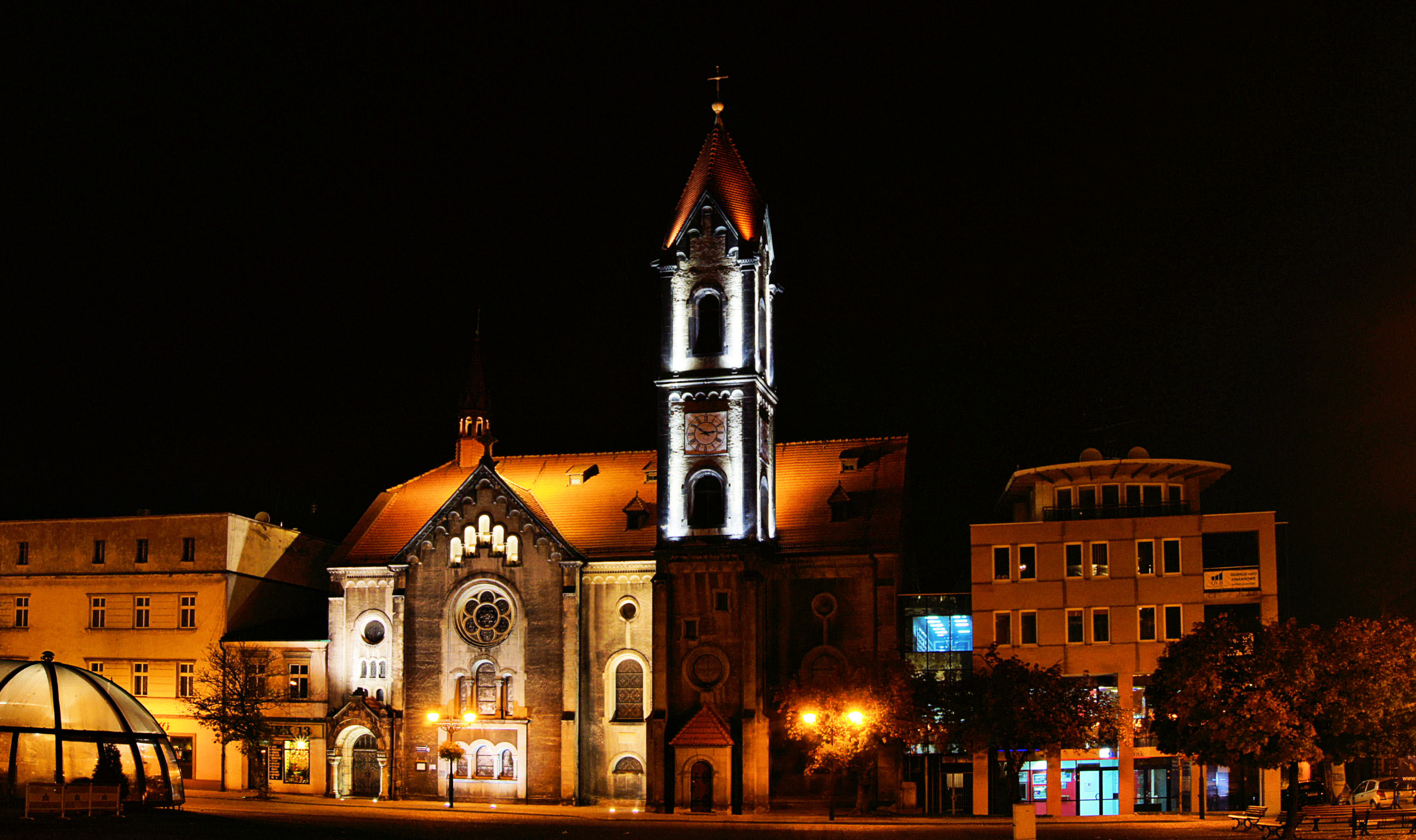
Evangelische Kirche bei Nacht

### Bevölkerungsentwicklung bis 1945
| Jahr | Einwohner | Anmerkungen                                              |
| ---- | --------- | -------------------------------------------------------- |
| 1803 | 0 1.431   | [ 6 ]                                                    |
| 1810 | 0 1.937   | [ 6 ]                                                    |
| 1816 | 0 2.152   | davon 479 Evangelische, 1.648 Katholiken und 25 Juden    |
| 1821 | 0 2.266   | [ 6 ]                                                    |
| 1825 | 0 2.370   | davon 487 Evangelische und 103 Juden                     |
| 1840 | 03.591    | davon 2.755 Katholiken, 609 Evangelische und 227 Juden   |
| 1843 | 03.802    | davon 2.938 Katholiken, 632 Evangelische und 232 Juden   |
| 1852 | 04.509    | [ 8 ]                                                    |
| 1890 | 0 9.982   | davon 1.641 Evangelische, 7.776 Katholiken und 565 Juden |
| 1905 | 12.721    | davon 1.973 Evangelische und 375 Juden                   |
| 1910 | 13.582    | [ 9 ]                                                    |

## Weltkulturerbe in Tarnowskie Góry
Das historische Silberbergwerk (Zabytkowa Kopalnia Srebra) mit seiner Wasserhaltung (Bergbau) wurde am 9. Juli 2017 von der UNESCO anlässlich der 41. Konferenz des Welterbekomitees in Krakau in die Liste des Weltkulturerbes aufgenommen worden. Das Bergwerk ist eines der wichtigsten Kulturdenkmäler Oberschlesiens.
In Tarnowitz wurde am 19. Januar 1788 die erste Dampfmaschine im Königreich Preußen (die dritte auf dem europäischen Festland) in Betrieb genommen. Sie trieb die Entwässerungsanlage der Tarnowitzer Erzbergwerke an. Zum Bergwerk gehören der Tiefe Friedrichstollen mit dem „Schwarze-Forelle-Stollen“ (Sztolnia Czarnego Pstrąga).

## Verkehr

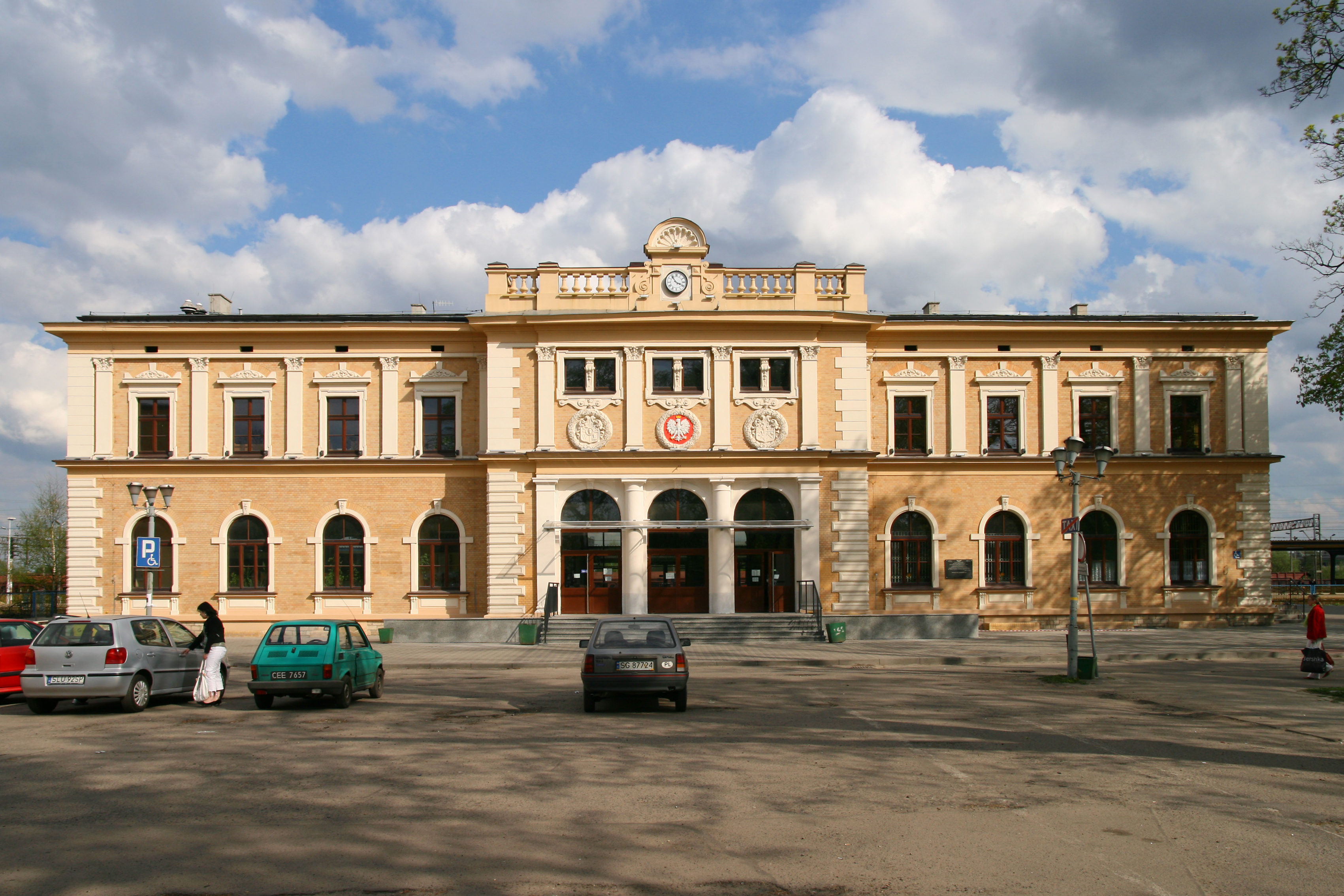
Historisches Empfangsgebäude des Bahnhofs Tarnowskie Góry

Südlich des großen Rangierbahnhofs liegt der Bahnhof Tarnowskie Góry, in dem die Bahnstrecke Tarnowskie Góry–Opole von der Bahnstrecke Chorzów–Tczew abzweigt. Am nördlichen Ende des Rangierbahnhofs zweigt die Bahnstrecke Tarnowskie Góry–Zawiercie ab.

## Politik

### Bürgermeister
An der Spitze der Verwaltung steht der Bürgermeister (poln. burmistrz). Seit 2006 ist dies Arkadiusz Czech, der für das Wahlkomitee „Bürgerinitiative für den Powiat Tarnogórski“ antritt. Die turnusmäßige Wahl im April 2024 brachte folgendes Ergebnis:
- Arkadiusz Czech (Wahlkomitee „Bürgerinitiative für den Powiat Tarnogórski“) 33,7 % der Stimmen
- Zofia Lesiewicz (Koalicja Obywatelska) 31,6 % der Stimmen
- Tomasz Olszewski (Prawo i Sprawiedliwość) 20,8 % der Stimmen
- Paweł Sienko (Wahlkomitee „Unsere Lokale Verwaltung“) 8,1 % der Stimmen
- Wacław Jan Kroczek (Trzecia Droga) 5,0 % der Stimmen

In der damit notwendigen Stichwahl wurde Amtsinhaber Czech mit 54,7 % der Stimmen gegen die KO-Kandidatin Lesiewicz für eine weitere Amtszeit wiedergewählt.
Die turnusmäßige Wahl im Oktober 2018 brachte folgendes Ergebnis:
- Arkadiusz Czech (Wahlkomitee „Bürgerinitiative für den Powiat Tarnogórski“) 63,1 % der Stimmen
- Janusz Śnietka (Prawo i Sprawiedliwość) 21,3 % der Stimmen
- Łukasz Garus (Koalicja Obywatelska) 10,5 % der Stimmen
- Jan Miodek (Sojusz Lewicy Demokratycznej / Lewica Razem) 5,1 % der Stimmen

Damit wurde Czech bereits im ersten Wahlgang für eine weitere Amtszeit gewählt.

### Stadtrat
Der Stadtrat von Tarnowskie Góry besteht aus 23 Mitgliedern. Die Wahl 2024 führte zu folgendem Ergebnis:
- Koalicja Obywatelska (KO) 33,3 % der Stimmen, 9 Sitze
- Wahlkomitee „Bürgerinitiative für den Powiat Tarnogórski“ 27,9 % der Stimmen, 7 Sitze
- Prawo i Sprawiedliwość (PiS) 22,4 % der Stimmen, 5 Sitze
- Wahlkomitee „Unsere Lokale Verwaltung“ 11,0 % der Stimmen, 2 Sitze
- Trzecia Droga (TD) 5,4 % der Stimmen, kein Sitz

Die Wahl 2018 führte zu folgendem Ergebnis:
- Wahlkomitee „Bürgerinitiative für den Powiat Tarnogórski“ 41,6 % der Stimmen, 11 Sitze
- Prawo i Sprawiedliwość (PiS) 25,4 % der Stimmen, 6 Sitze
- Koalicja Obywatelska (KO) 19,6 % der Stimmen, 5 Sitze
- Wahlkomitee „Unsere Lokale Verwaltung“ 8,8 % der Stimmen, 1 Sitz
- Sojusz Lewicy Demokratycznej (SLD) / Lewica Razem (Razem) 4,7 % der Stimmen, kein Sitz

### Städtepartnerschaften
- Bernburg (Saale), Deutschland, seit 1968
- Kutná Hora, Tschechien, seit 2003
- Méricourt, Frankreich, seit den 1980er Jahren
- Békéscsaba, Ungarn, seit 1995.

## Persönlichkeiten

### Söhne und Töchter der Stadt
- Karl Heinrich Ferdinand Elsner von Gronow (* 14. Dezember 1788; † 14. September 1873), königlich-preußischer Geheimer Ober-Tribunalrat
- Karl Wilhelm Bouterwek (* 30. August 1809; † 22. Dezember 1868), Gymnasialdirektor und Historiker
- Theodor Kremski (* 14. März 1829; † 22. Dezember 1906), Jurist und Priester in Kattowitz
- Ludwig Max Goldberger (* 17. Mai 1848; † 22. Oktober 1913), deutscher Bankier und Wirtschaftspolitiker
- Carl Wernicke (* 15. Mai 1848; † 15. Juni 1905), Neurologe und Psychiater
- Theophil Krolik (* 27. April 1851; † 1906), Reichstagsabgeordneter (Zentrum)
- Max Kayser (* 9. Mai 1853; † 29. März 1888), Redakteur und sozialdemokratischer Politiker
- Karl Mainka (* 14. Januar 1868; † 6. Januar 1938), deutscher Arbeiterdichter und Volksschriftsteller
- Max Mauermann (* 22. Juli 1868; † 1. Juli 1929), österreichischer Ingenieur
- Hugo Gaebler (* 21. August 1868; † 7. März 1947), deutscher Numismatiker
- Erich Przybyllok (* 30. Juni 1880; † 11. September 1954), deutscher Astronom
- Alfred Baum (* 9. November 1881; † 15. Juni 1967), Rechtsanwalt
- Oskar Niemczyk (* 8. Januar 1886; † 22. November 1961), Geodät und Geophysiker
- Andreas Matyl (* 26. Februar 1900; † 18. März 1943), Missionar und Märtyrer
- Otto Walter (* 2. Oktober 1902; † 8. Mai 1983), Politiker (KPD)
- Hanna Emmrich (* 18. Dezember 1903; † 1983), Philologin und Bibliothekarin
- Ruth Krenn, geborene Ansbach (* 22. November 1909; † 6. April 1997), Autorin, Übersetzerin und Herausgeberin
- Johannes Gorski (* 28. Februar 1910; † 11. Januar 1995), Politiker (CDU)
- Erich Scholz (* 18. Mai 1911; † 2. Oktober 2000), Architekt und Autor
- Yaakov Bach (* 18. November 1911; † 2006), israelischer Ökonom
- Herbert Ansbach (* 2. März 1913; † 31. Juli 1988), Widerstandskämpfer gegen den Nationalsozialismus und SED-Funktionär
- Klaus Schwarz (* 22. April 1915; † 27. Mai 1985), prähistorischer Archäologe
- Wolfgang Schwarz (* 15. Mai 1916; † 31. Januar 2012), Schriftsteller, Übersetzer und Herausgeber
- Klaus Wyrtki (* 7. Februar 1925; † 5. Februar 2013), deutsch-amerikanischer Ozeanograf
- Jerzy Kotowski (* 23. Juli 1925; † 17. Mai 1979), polnischer Animationsfilmemacher
- Joachim Langner (* 1. Oktober 1929; † 1. Dezember 2017), deutscher Architekt
- Helmut Danner (* 11. Oktober 1941), deutscher Philosoph, Pädagoge und Autor
- Hans-Ulrich von Mende (* 8. Dezember 1943), deutscher Architekt, Illustrator und Journalist
- Willibald Weichert (* 28. Juni 1944), deutscher Sportpädagoge und Hochschullehrer
- Andrzej Ryguła (* 9. Mai 1945; † 1. April 2013), Gewichtheber
- Zbigniew Kaczmarek (* 21. Juni 1946; † 15. Mai 2023), Gewichtheber
- Józef Wandzik (* 13. August 1963), Fußballspieler
- Wojciech Choroba (* 3. Mai 1966), deutsch-polnischer Fußballspieler
- Adam Marian Pete (* 1966), deutsch-polnischer Maler, Zeichner, Lyriker und Performer
- Martin Max (* 7. August 1968), deutscher Fußballspieler
- Katharina J. Rohlfing (* 1971), deutsche Linguistin
- Tomasz Głogowski (* 30. Dezember 1974), polnischer Politiker (Platforma Obywatelska)
- Robert Krawczyk (* 26. März 1978), Judoka
- Sylwia Gliwa (* 7. Juni 1978), Schauspielerin
- Lucjan Karasiewicz (* 10. Juli 1979), Politiker
- Dariusz Świercz (* 31. Mai 1994), Schachspieler

### Vor Ort haben gewirkt
- Leopold Michatz (* 10. Februar 1885; † 3. August 1958), 1922–1934 Bürgermeister von Tarnowitz.